# 馬歇爾-勒納條件
馬歇爾-勒納條件（Marshall-Lerner Condition），已被視為一個解釋為何本幣貶值不必定即時能改善國際收支帳（BoP）的原因。馬歇爾-勒納條件說明，若外國對本國出口的需求彈性及本國對进口的需求彈性的總和大於一，本幣貶值便能夠改善本國國際收支情況。